# Concerto per pianoforte e orchestra n. 17 (Mozart)
Il Concerto per pianoforte e orchestra n. 17 in sol maggiore, K. 453, di Wolfgang Amadeus Mozart, fu scritto nel 1784.

## Storia
Secondo la data indicata dallo stesso compositore nella partitura, il concerto fu completato il 12 aprile 1784.
La data della prima è incerta. Da un certo punto di vista, si dice che l'opera sia stata presentata in anteprima dalla studentessa di Mozart Barbara Ployer il 13 giugno 1784, in un concerto in cui Mozart aveva invitato Giovanni Paisiello a ascoltare sia lei che le sue nuove composizioni, incluso anche il suo Quintetto in Mi bemolle per pianoforte e fiati scritto di recente. Successivamente la Ployer fu affiancata da Mozart in una esibizione della Sonata per due pianoforti, K. 448. Un'altra possibilità, avanzata da Lorenz (2006, 314), è che Mozart non abbia aspettato più di due mesi per presentare il lavoro, ma l'abbia eseguita nel suo concerto con Regina Strinasacchi il 29 aprile 1784 al Kärntnertortheater. Per mettere d'accordo tutti i ricercatori si può affermare con relativa certezza che il lavoro fu presentato durante la metà e la fine della primavera del 1784, dopo il suo completamento.

## Struttura
L'opera è orchestrata per pianoforte solista, flauto, due oboi, due fagotti, due corni e archi. Come è tipico dei concerti, è in tre movimenti:
1. Allegro, 4⁄4
2. Andante, 3⁄4 in do maggiore
3. Allegretto – Presto, 2⁄2

Il finale è un movimento di variazione il cui tema era stato cantato dallo storno di Mozart.